# Mariáš

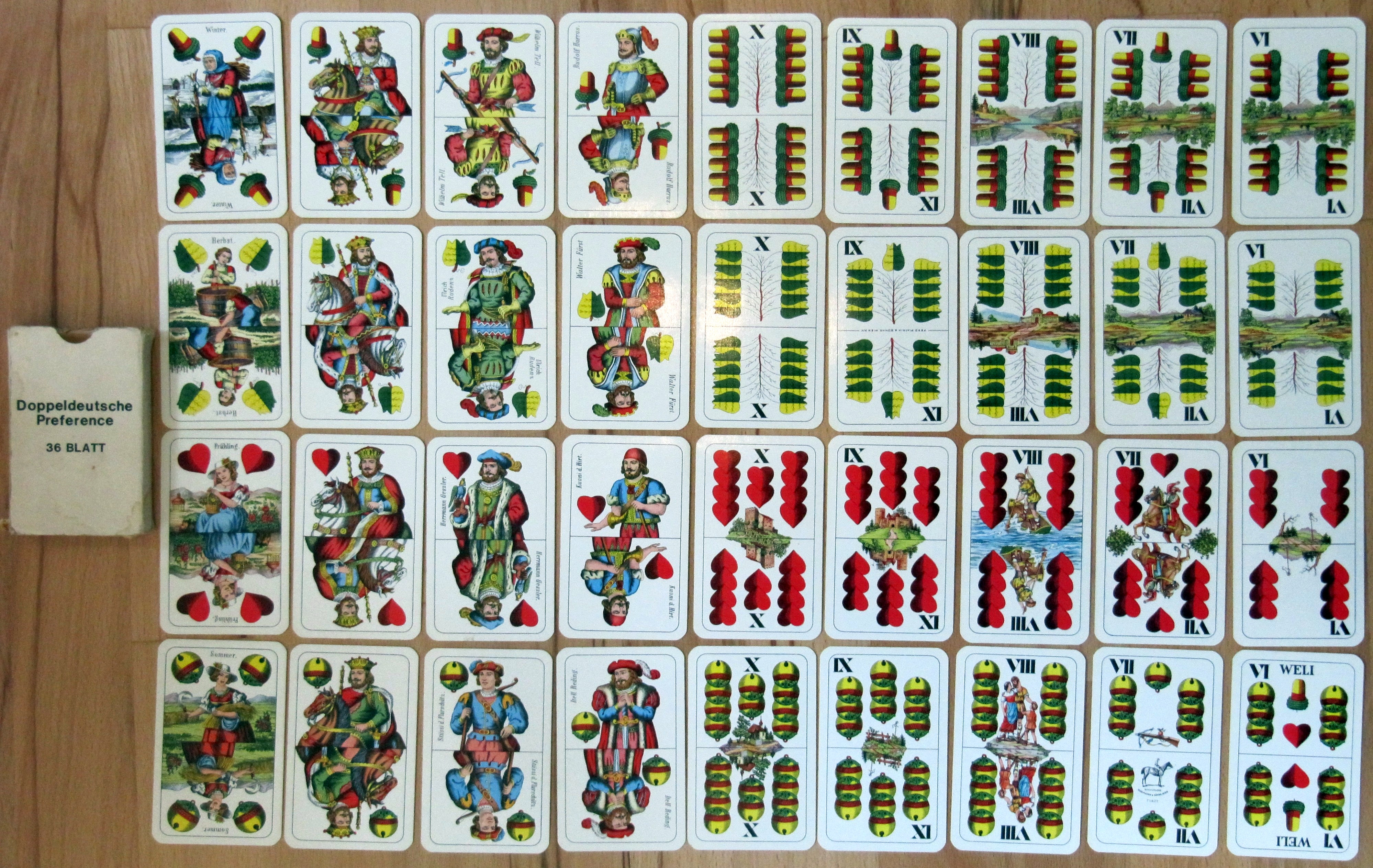
Dvouhlavé karty německého typu

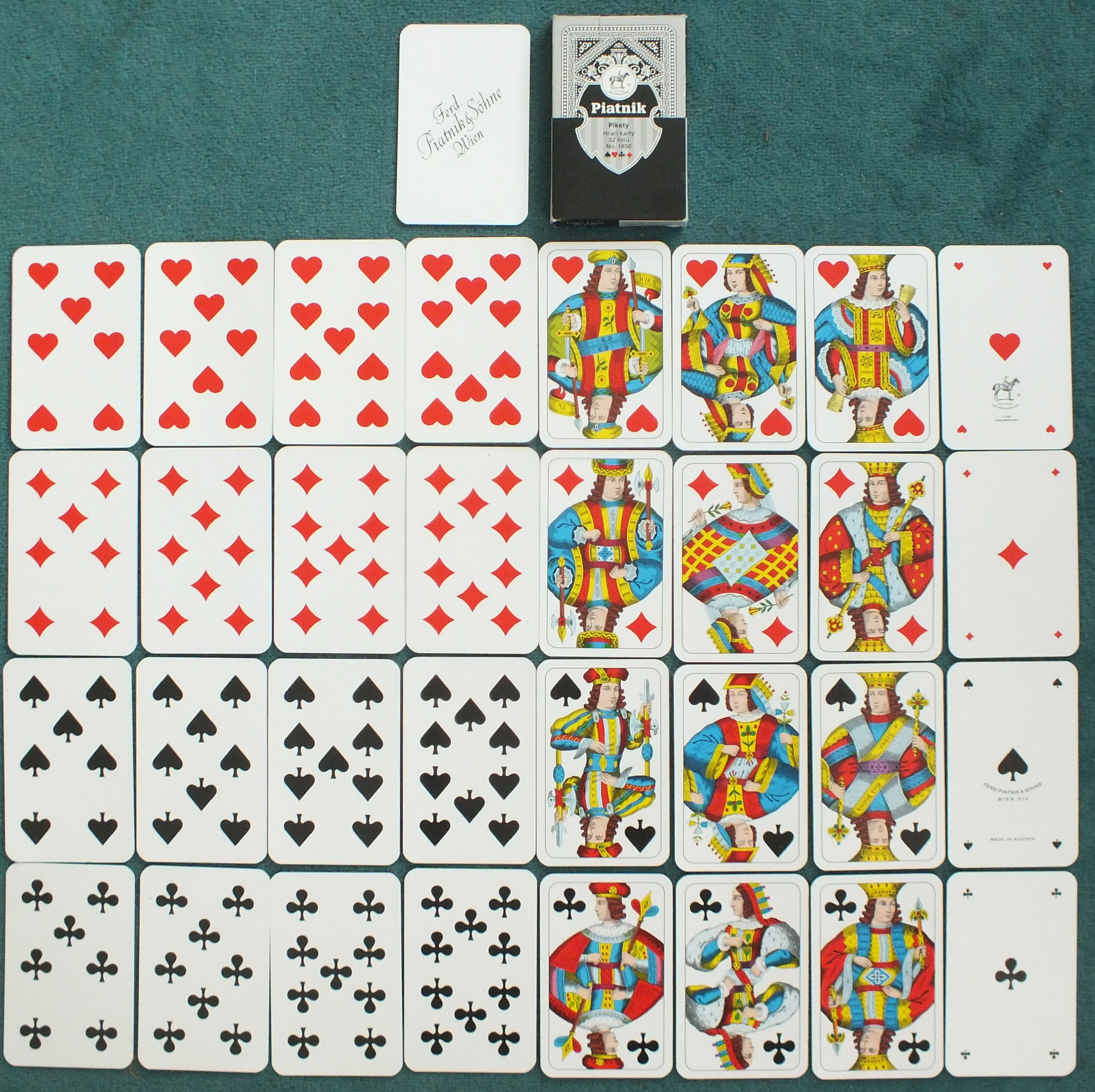
dvouhlavé karty „pikety“ od vídeňské firmy Piatnik používané na Moravě

Mariáš je zdvihová karetní hra pro dva až čtyři hráče. Hraje se většinou s jednohlavými nebo dvouhlavými kartami německého typu, zvané „mariášky“, s tím že dvouhlavé se častěji používají na Moravě.

Hra pochází z Německa, kde vznikla na přelomu 18. a 19. století. Její název je odvozen od francouzské hry Mariage, z níž vznikla. Slovem „mariage“ (v překladu svatba) se totiž ve francouzštině označovala hláška (tj. svršek – u karet francouzského typu dáma – a král téže barvy v rukách téhož hráče). Vedle hry Mariage převzal mariáš některé prvky i z dalších her jakými jsou taroky, skat či špády.

## Základní pravidla a pojmy
Během hry jsou hráči rozděleni do dvou týmů, které proti sobě soupeří o to, kdo uhraje více bodů či zda dojde k sehrání zvoleného způsobu hry.
| Pojem                                    | Význam |
| ---------------------------------------- | --- |
| rozdávající                              | Hráč, který rozdává karty do nové hry. Rozdávajícím je zadák, nebo pauzírující hráč v případě pauzírované varianty. Rozdávat začíná od hráče po levé ruce (forhont).                                                                              |
| zadák                                    | Hráč, který je po rozdání karet poslední v pořadí. Rozdává nebo sedí po pravici rozdávajícího (pauzírujícího hráče). |
| pauzírující hráč                         | Je přítomen jen v případě pauzírované varianty. Rozdává (a dle dohody může být finančně aktivní za stranu obrany), ale jinak se hry neúčastní. Po odehrání hry se jeho role posouvá na hráče po levici (forhont) a on se stává zadákem.           |
| snímající hráč                           | Hráč, který snímá karty před jejich rozdáním. Sedí po pravici rozdávajícího. |
| forhont (předák)                         | Hráč, který je po rozdání karet první v pořadí. Sedí po levici rozdávajícího. Má přednost při volbě nebo licitaci závazku. |
| aktér (též strana aktéra, volící strana) | Hráč, který vybral hru a hraje proti zbylým hráčům protistrany (obrany). V případě křížového mariáše (čtyřky) může mít dalšího spoluhráče. Pokud hraje betla nebo durcha, vynáší první kartu do prvního štychu, jinak první kartu vynáší forhont. |
| volící hráč (ve voleném mariáši)         | Forhont při hraní voleného mariáše. Je oprávněn zvolit trumfovou barvu, odhodit karty do talonu dle pravidel a má přednostní právo zvolit úroveň závazku.                                                                                         |
| zdvih (štych)                            | Jedno kolo rozdané hry, příp. karty v tomto kole odehrané. V průběhu jednoho štychu každý z hráčů odehraje jednu kartu dle pravidel a ten, kdo odehrál nejsilnější kartu, vezme odehrané karty a položí je k sobě na hromádku lícem dolů.         |
| renonc                                   | Porušení pravidel. |
| mazání                                   | Přihazování hodnotných karet do štychu spoluhráči. |
| lepší                                    | Trumfy jsou červené. |

### Ctít barvu a přebíjet
Pro odehrání karty ve štychu platí závazné pravidlo ctít (přiznávat) barvu, trumfovat a přebíjet. Přesněji:
1. Ctít barvu (první nesené karty ve štychu) a zároveň přebíjet štych (tj. přebíjet nejvyšší kartu ve štychu včetně trumfů).
  - Pokud je tedy ve štychu trumf, který nebyl nesen jako první barva, již tento bod nemohu splnit (nemohu přebít štych a nemusím tedy ani přebíjet hodnotu nejvyšší karty ctěné barvy).
2. Nelze-li splnit, pouze ctít barvu.
3. Nelze-li splnit, vynést trumf a zároveň přebíjet štych.
4. Nelze-li splnit, pouze vynést trumf.
5. Nelze-li splnit, vynést libovolnou kartu.

### Varianty hry
Základními variantami hry jsou mariáš volený či licitovaný, které jsou oba určeny pro tři hráče. Pro dva hráče existuje zjednodušený lízaný mariáš a pro čtyři hráče takzvaná čtyřka (častěji označovaná jako křížový mariáš), existuje i varianta pro pět hráčů. Čtyřka se může hrát jak ve volené, tak licitované variantě. I ve čtyřech hráčích se však běžně hrají základní varianty pro tři hráče. V takovém případě v každém kole („sehrávce“) jeden z hráčů hru vynechává, nehraje. Takové hře se říká pauzírovaný mariáš. Pauzírující hráč rozdává karty (a dle dohody může být finančně aktivní za stranu obrany).

#### Volený mariáš
U voleného mariáše forhont volí trumfovou barvu, odhazuje dvě karty do talonu a má přednostní právo zvolit úroveň závazku:
1. Barva
  - Závazek s trumfy, který bude následně upřesněn - barva trumfů a závazek hra, sedma (tj. hra a sedma), sto nebo sto a sedma.
  - Protistrana má možnost hlásit proti sedmu, sto nebo sto a sedmu, pokud nebyly hlášeny.
2. Betl
3. Durch

Jeden z ostatních hráčů má možnost převzít hru a stát se aktérem tak, že odmítne zvolenou úroveň závazku, vezme talon a zvolí vyšší úroveň.

#### Licitovaný mariáš
V licitovaném mariáši hráči vzájemně licitují o nejvyšší závazek dle licitační úrovně. Vítěz licitace (dražby) získává talon a stává se aktérem, který zvolí závazek, který musí odpovídat minimálně úrovni, kterou vylicitoval.

### Označení hráčů
Rozdávající hráč (zadák nebo pauzírující hráč) má po levé ruce „forhonta“ a po pravé ruce hráče, který bude snímat. Hráč křížem proti rozdávajícímu (při hře ve čtyřech) nemá žádný vžitý název, obvykle je označován jako hráč na středu. V následujících kolech se postavení hráčů posouvá ve směru chodu hodinových ručiček tak, že forhont z poslední hry se stane pro další hru rozdávajícím.

### Míchání karet
Na začátku hry se karty zamíchají a od té doby se už nesmí míchat. Porušení tohoto pravidla se považuje za prohřešek (tedy tzv. „renonc“). V praxi se toto pravidlo ale striktně dodržuje spíše v sousedním Rakousku. Po dohrání jedné sehrávky se otočí označení hráčů o jednu pozici a hráč, který je nyní rozdávajícím, má jako jediný právo složit karty, které doposud leží na hromádkách na stole, do balíčku (karty však nesmí míchat) a složený balíček všech 32 karet položit před hráče po pravici a požádat jej o sejmutí. Ten je sejme, a to tak, že musí sejmout minimálně dvě karty (od vrchu či od spodu), přičemž tento počet nesmí odpočítávat či odlistovávat.

### Karetní barvy a pořadí hodnot
V mariáši se karetní barvy označují podle jejich symbolů. Rozeznají se tak:
| Žaludy | Zelené Listy Piky | Červené Srdce | Kule Káry |
|        |                   |               |           |

U piketových karet užívaných na Moravě se vyskytují barvy „herce“ (též „červené“), „káry“ (též „kule“), „piky“ a „kříže“. Ve hře, pokud se nehraje „betl“ nebo „durch“ (viz níže), je pořadí hodnot karet pro danou barvu (od nejnižšího) ve sledu 7 – 8 – 9 – spodek – svršek – král – 10 – eso. U betla a durcha je sled karetních hodnot (od nejnižšího): 7 – 8 – 9 – 10 – spodek – svršek – král – eso. Rozdíl je tedy v rozdílné hierarchické pozici u karty 10.

### Schvalování a flekování
Každý flek zvyšuje cenu ohlášeného herního závazku na dvojnásobek.
Hráči flekují v pořadí podle směru hodinových ručiček (na Slovensku se většinou hraje opačně, „ako sa kosí“).
Hráč, který je na řadě, je povinen zřetelně říci „dobrý“ v případě, že nechce flekovat, anebo ohlásí flek s případným upřesněním (na co). Porušení pořadí je renoncem.
Hraje-li se sedma nebo stosedm (a to i v lepších), není možné flekovat tu součást hry, která nebyla v minulém kole flekování flekována. Flekování je u konce, zazní-li ode všech hráčů po sobě „dobrý“.
| Úroveň flekování         | Násobek flekovaného typu hry | Příklad pro sto |
| ------------------------ | ---------------------------- | --------------- |
| 0. bez fleku             | 1 krát sazba                 | 4x              |
| 1. flek (protistrana)    | 2 krát sazba                 | 8x              |
| 2. re (větší)            | 4 krát sazba                 | 16x             |
| 3. tutti (protistrana)   | 8 krát sazba                 | 32x             |
| 4. boty (retutti)        | 16 krát sazba                | 64x             |
| 5. kalhoty (protistrana) | 32 krát sazba                | 128x            |
| 6. kaiser                | 64 krát sazba                | 256x            |

### Ložené hry
Ložené hry mají svoji přesnou definici:
- sedma je ložená, pokud aktér nemůže nebo nemusí ztratit žádný zdvih
- hra a stovka je ložená, pokud aktér nemůže nebo nemusí ztratit ani deset
- betl je ložený, pokud aktér nemůže nebo nemusí vzít ani jeden zdvih
- durch je ložený, pokud aktér nemůže nebo nemusí ztratit ani jeden zdvih
- dvě sedmy jsou ložené, pokud je aktér nemůže nebo nemusí prohrát ani proti plné sloze trumfů a strkajících v jedné ruce obrany (bez ohledu na rozlohu karet v ostatních barvách)

Dle soutěžních pravidel je hráč flekující loženou hru povinen zaplatit navýšení ceny hry nejen za sebe, ale i za poškozeného soupeře.
Např. je-li základní sazba za betla 3 Kč a padne flek/re na loženou hru, hradí poškození spoluhráči jen základní sazbu 3 Kč. Zbývající část z celkové ceny hry po flekování hradí flekující hráč, což by při hře ve třech bylo 21 Kč a při hře ve čtyřech 30 Kč.

### Které hry se nehrají
Vychází především ze zvyklostí a soutěžních pravidel. Při běžné hře je třeba se předem domluvit na konkrétních pravidlech.
- složené hry (nehrálo se, hráči složili karty)
- ložené hry
- hra bez „re“
  - Dle domluvy - může se hrát vždy nebo může být požadován pouze jeden flek (především u volené varianty).
  - Sazby včetně fleků platí strana, která měla příležitost flekovat, ale neučinila tak - tím přiznala porážku.
- sedma bez „fleku na sedmu“ nebo bez „re na hru“
  - Dle domluvy - může se hrát vždy nebo nemusí být požadován žádný flek na sedmu (především u volené varianty).
  - Sazby včetně fleků platí strana, která měla příležitost flekovat, ale neučinila tak - tím přiznala porážku.
- Sedma bez fleku na sedmu a jedním flekem na hru
  - Obvykle se nehraje a nikdo nic neplatí, neboť závazky jsou finančně vyrovnané.
- „dvě sedmy“ (i lepší) při čtyřech a více tlačících kartách v ruce jednoho z protihráčů. Pokud jsou 4 a více tlačných na jedné ruce při hře „sto a dvě sedmy“, závazek „dvě sedmy“ aktér prohrává automaticky, i kdyby obrana během sehrávky jednu nebo více tlačných odhodila.
  - Dle domluvy. Toto jsou především soutěžní pravidla.

### Renonc
Tento výraz označuje stav, kdy se některý z hráčů dopustil jednání proti pravidlům hry (např. nepřiznal barvu). Následuje předem domluvený postih.

## Druhy her

### Sazby
Mariáš se hraje o peníze. Nejčastěji (hlavně na turnajích) se hraje tzv. „dvacetníkový“, kdy obyčejná hra stojí 20 haléřů. Na začátku hry se samozřejmě mohou hráči domluvit na libovolné výšce základní sazby.
Typy her a obvyklé sazby:
| Typ hry (nekombinovaný závazek) | Soutěžní varianta ČSM | Alternativa 1 | Alternativa 2 (jen volený) | Poznámka                                                                                            |
| ------------------------------- | --------------------- | ------------- | -------------------------- | --------------------------------------------------------------------------------------------------- |
| hra                             | 1x                    | 1x            | 1x                         | |
| lepší hra                       | 2x                    | 2x            | 2x                         | |
| sedma                           | 2x                    | 2x            | 2x                         | Závazek se vždy hraje zároveň se závazkem hra nebo sto a počítá se zvlášť.                          |
| lepší sedma                     | 4x                    | 4x            | 4x                         | Závazek se vždy hraje zároveň se závazkem lepší hra nebo lepší sto a počítá se zvlášť.              |
| sto                             | 4x                    | 4x            | 4x                         | Sazba se ještě přičítá (příp. v některých variantách násobí dvěma) za každou uhranou desítku navíc. |
| lepší sto                       | 8x                    | 8x            | 8x                         | Sazba se ještě přičítá (příp. v některých variantách násobí dvěma) za každou uhranou desítku navíc. |
| betl                            | 15x                   | 10x           | 5x                         | |
| durch                           | 30x                   | 20x           | 10x                        | |
| dvě sedmy                       | 40x                   | 30x           | -                          | |
| lepší dvě sedmy                 | 80x (dříve 60x)       | 60x           | -                          | |

### Závazky
V mariáši lze rozeznávat následující závazky:
„Lepší“ znamená v červených, tedy že trumfy budou srdce.
| Licitační stupeň (v licitovaném mariáši)            | Závazek                             | Poznámka |
| --------------------------------------------------- | ----------------------------------- | --- |
| nelicituje se                                       | hra                                 | - V licitovaném mariáši se samostatně nehraje. |
| nelicituje se                                       | lepší hra                           | - V licitovaném mariáši se samostatně nehraje. |
| 1.                                                  | sedma (tj. hra a sedma)             | - Kombinovaný závazek, jeho části se flekují a vyhodnocují zvlášť. - U voleného mariáše lze hlásit proti (pokud aktér tento závazek neohlásil a nehraje se betl nebo durch). |
| 2.                                                  | lepší sedma (tj. lepší hra a sedma) | - Kombinovaný závazek, jeho části se flekují a vyhodnocují zvlášť. - U voleného mariáše lze hlásit proti (pokud aktér tento závazek neohlásil a nehraje se betl nebo durch). |
| 3.                                                  | sto                                 | - Závazek se nikdy nekombinuje s hrou. - U voleného mariáše lze hlásit proti (pokud aktér tento závazek neohlásil a nehraje se betl nebo durch).                             |
| 4.                                                  | sto a sedma                         | - Kombinovaný závazek, jeho části se flekují a vyhodnocují zvlášť. - U voleného mariáše lze hlásit proti (pokud aktér tento závazek neohlásil a nehraje se betl nebo durch). |
| 5.                                                  | lepší sto                           | - Závazek se nikdy nekombinuje s lepší hrou. - U voleného mariáše lze hlásit proti (pokud aktér tento závazek neohlásil a nehraje se betl nebo durch).                       |
| 6.                                                  | lepší sto a sedma                   | - Kombinovaný závazek, jeho části se flekují a vyhodnocují zvlášť. - U voleného mariáše lze hlásit proti (pokud aktér tento závazek neohlásil a nehraje se betl nebo durch). |
| 7.                                                  | betl                                | - Hraje se pořadí karet s desítkou pod spodkem. |
| 8.                                                  | durch                               | - Hraje se pořadí karet s desítkou pod spodkem. |
| Následující závazky jsou jen v licitovaném mariáši. |                                     | |
| 9.                                                  | dvě sedmy                           | - Nejedná se (na rozdíl od sedmy) o kombinovaný závazek s hrou. Během hry se tedy nepočítají žádné body (nelze tedy ani např. uhrát tiché sto).                              |
| 10.                                                 | dvě sedmy a sto                     | - Kombinovaný závazek, jeho části se flekují a vyhodnocují zvlášť. |
| 11.                                                 | lepší dvě sedmy                     | - Nejedná se (na rozdíl od lepší sedmy) o kombinovaný závazek s lepší hrou. Během hry se tedy nepočítají žádné body (nelze tedy ani např. uhrát tiché sto).                  |
| 12.                                                 | lepší dvě sedmy a sto               | - Kombinovaný závazek, jeho části se flekují a vyhodnocují zvlášť. |

## Pravidla jednotlivých her
Během sehrávky jsou hráči rozděleni do dvou týmů, které proti sobě soupeří o to, kdo uhraje více bodů. Body je možné získat za uhrané eso či desítku během hry a dále v případě, že hráč má na začátku hry dvojici svrška a krále od stejné barvy. Za každé eso nebo desítku získává hráč 10 bodu, za každou tuto dvojici svrška a krále získává hráč 20 bodů. Pokud je zmíněná dvojice v barvě trumfové (viz dále) nepočítá se za 20 bodů, nýbrž za 40 bodů. Dalších 10 bodů získává ten hráč, který získal poslední štych (poslední zdvih, poslední kolo). Celkem je tedy možné v jedné hře získat maximálně 190 bodů. V každé sehrávce se však vždy hraje o minimálně 90 bodů.
V pravidlech (např. které hry se hrají a které ne, nebo v závěrečném vyúčtování) jsou regionální rozdíly, proto je vhodné před začátkem hraní si tato ujasnit.

### Hra
Obě protistrany bojují o to, která bude mít ve svých zdvizích uhráno více bodovaných karet. Bodovanými kartami jsou pouze esa a desítky, z nichž každá má hodnotu 10 bodů. K získaným bodovaným kartám se připočítává 10 bodů za získání posledního zdvihu ve hře, tzv. ultimo, a bonifikace za nahlášené hlášky neboli mariáše. Hláškou či mariášem se rozumí svršek a král v jedné barvě, jsou-li v rukou jednoho hráče. Hodnota nahlášené hlášky je 20 bodů, v trumfové barvě 40 bodů. Hláška je považována za nahlášenou tehdy, pokud majitel oznámí její existenci v okamžiku, kdy odehrává první z této dvojice karet. Oznámení hlášky se provádí položením odehrávané karty (svrška nebo krále, tradičně se používá svršek neboli dáma, královna) lícem na svoje zdvihy.
V případě, že jedna ze stran získá sto a více bodů, jedná se o tzv. tichou stovku.

### Sedma
Hráč se zavazuje uhrát poslední zdvih (štych) ve hře svoji trumfovou sedmou a zároveň vyhrát hru (tedy získat více bodů než obrana). Každá z těchto součástí se flekuje zvlášť a zvlášť se i počítá. Závazek sedma není splněn, jestliže je aktér nucen hrát trumfovou sedmu dříve, než v posledním zdvihu, nebo pokud má obrana v posledním zdvihu k dispozici jakýkoliv jiný trumf, z logiky vždy výše hodnocená karta. Aktér musí hrát trumfovou sedmu jako svůj poslední trumf.
Hru „sedma“ a „lepší sedma“ nelze ohlásit a hrát bez sedmy v ruce, a to ani v licitovaném mariáši (přesněji lze vylicitovat, ale ne hrát). Jednalo by se o tzv. renonc, kdy hráč musí zaplatit domluvenou pokutu (např. runda pro ostatní hráče), případně platí hru, někdy základ, jindy násobek.

### Stovka
Závazek sto je variantou závazku hra, kdy se aktér zavazuje uhrát alespoň sto bodů. Do tohoto počtu se mu počítá pouze jedna hláška. Pokud tvoří základ stovky trumfová hláška, musí aktér získat alespoň 60 bodů z 90 možných (4 esa, 4 desítky a poslední štych). Pokud tvoří základ stovky hláška v jiné barvě, musí získat alespoň 80 bodů. Naopak obrana stovku poráží, získá-li alespoň 40 bodů, hraje-li aktér s trumfovou hláškou, resp. získá-li alespoň 20 bodů, hraje-li aktér s hláškou v jiné barvě.
Vítězná strana dostane uhrazenu sazbu za stovku plus stejnou částku za každých 10 bodů, které získala nad rámec, a to včetně dalších hlášek.
Pouze u licitovaného mariáše může být hra sto ohlášena, i pokud aktér nemá hlášku na ruce. U voleného se nesmí hrát bez hlášky, protože obrana má možnost hlásit stovku proti a tímto by jí to bylo znemožněno.
Příklad č.1:
Aktér hrál na trumfovou hlášku, získal 70 z 90 možných bodů a měl další hlášku. Závazek sto splnil, neboť se započtením jedné Hlášky uhrál 110 bodů. Celkem s druhou hláškou získal 130 bodů. Za tuto hru tedy od každého hráče dostane zaplaceno 4x sazbu za stovku.
Příklad č.2:
Aktér hrál na netrumfovou hlášku, získal 60 z 90 možných bodů. Obrana měla dvě jiné hlášky. Obraně stačilo k poražení stovky 20 bodů, ale získala jich 30 a k tomu dalších 40 bodů za hlášky. Aktér tedy musí každému z hráčů u stolu zaplatit 6x sazbu za stovku.
| Vyhraná - celkové body (je však třeba nejprve mít alespoň 100 bodů se započtením pouze jedné hlášky, tj. čtyřicet nebo dvacet) | Prohraná - celkové body protistrany | Prohraná - celkové body protistrany | Prohraná - celkové body protistrany | Sazba bez fleku | flek | re   | tutti | Varianta s dvojnásobky (bez fleku) |
| Vyhraná - celkové body (je však třeba nejprve mít alespoň 100 bodů se započtením pouze jedné hlášky, tj. čtyřicet nebo dvacet) | proti hlášce čtyřicet               | proti hlášce dvacet                 | bez hlášky (omyl)                   | Sazba bez fleku | flek | re   | tutti | Varianta s dvojnásobky (bez fleku) |
| --- | ----------------------------------- | ----------------------------------- | ----------------------------------- | --------------- | ---- | ---- | ----- | ---------------------------------- |
| 100 | 40                                  | 20                                  | 0                                   | 4x              | 8x   | 16x  | 32x   | 4x                                 |
| 110 | 50                                  | 30                                  | 10                                  | 8x              | 16x  | 32x  | 64x   | 8x                                 |
| 120 | 60                                  | 40                                  | 20                                  | 12x             | 24x  | 48x  | 96x   | 16x                                |
| 130 | 70                                  | 50                                  | 30                                  | 16x             | 32x  | 64x  | 128x  | 32x                                |
| 140 | 80                                  | 60                                  | 40                                  | 20x             | 40x  | 80x  | 160x  | 64x                                |
| 150 | 90                                  | 70                                  | 50                                  | 24x             | 48x  | 96x  | 192x  | 128x                               |
| 160 | 100                                 | 80                                  | 60                                  | 28x             | 56x  | 112x | 224x  | 256x                               |
| 170 | 110                                 | 90                                  | 70                                  | 32x             | 64x  | 128x | 256x  | 512x                               |
| 180 | 120                                 | 100                                 | 80                                  | 36x             | 72x  | 144x | 288x  | 1024x                              |
| 190 | 130                                 | 110                                 | 90                                  | 40x             | 80x  | 160x | 320x  | 2048x                              |

### Stosedm
Hráč se zavazuje uhrát stovku a poslední štych vzít svoji trumfovou sedmou. Každá z těchto součástí se flekuje zvlášť a zvlášť se i vyhodnocuje a počítá. Pouze u licitovaného mariáše může být hra stosedm ohlášena, i pokud aktér nemá hlášku nebo trumfovou sedmu na ruce (na rozdíl od sedmy), nesmí však sedmu, pokud ji má, odhodit do talonu. U voleného se nesmí hrát bez sedmy nebo bez hlášky, protože obrana má možnost hlásit sedmu nebo stovku proti a tímto by jí to bylo znemožněno.

### Betl
Hráč se zavazuje neuhrát ani jeden zdvih, přičemž má vždy první výnos do hry. Nejsou voleny trumfy a desítka má svoji obvyklou hodnotu, tedy mezi spodkem a devítkou.

### Durch
Hráč se zavazuje uhrát všechny zdvihy, přičemž má vždy první výnos do hry. Nejsou voleny trumfy a desítka má svoji obvyklou hodnotu, tedy mezi spodkem a devítkou.

### Dvě sedmy
Hráč oznámí hru např. „Kule trumf, červené tlačí (strkají)“. Zavazuje se tím, že předposlední zdvih vezme tlačnou červenou sedmou a poslední zdvih trumfovou kulovou sedmou. K neúspěchu stačí, pokud je jedna ze sedem přebita nebo pokud je aktér donucen hrát trumfovou sedmu dříve, než v posledním zdvihu. Tlačná barva nemá žádné podobné postavení jako trumf. Desítka je mezi esem a králem. Esa ani desítky nesmí do talonu. Hraje se pouze v licitovaném mariáši nebo v křížovém licitovaném mariáši. Pokud hráč sedmy má, nesmí je dle soutěžní varianty odhodit do talonu.
Lze hrát variantu, kdy je možno netrumfovou desítku a eso odhodit do talonu. Může se také hrát pořadí karet s desítkou pod spodkem, jako u závazků betl a durch. Tyto varianty neplatí u závazku dvě sedmy a sto.

### Dvě sedmy se stem
Nejvyšší hra v licitovaném mariáši. Hraje se jako kombinace stovky a dvou sedem. Hráč tedy musí splnit oba závazky:
- Předposlední zdvih vzít sedmou v tlačné barvě, poslední zdvih sedmou v trumfové barvě a
- pomocí jedné hlášky dosáhnout alespoň sta bodů.

Každý ze závazků se flekuje, vyhodnocuje a počítá samostatně.

## Neohlášené závazky
| Sazba                                        | Závazek     | Poznámka |
| -------------------------------------------- | ----------- | --- |
| 1x (v lepších dvojnásob)                     | tichá sedma | - Lze prohrát tak, že v posledním štychu hrajeme trumfovou sedmu a štych nezískáme. - Lze hrát, jen pokud nikdo nehlásil sedmu. |
| 2 krát sazba hry nebo lepší hry včetně fleků | tiché sto   | - Nelze prohrát. - Není třeba mít sto bodů pouze s jednou hláškou, počítá se jen součet všech bodů. - Sazba za hru se již zvlášť nezapočítává, tj. jen se zdvojnásobí sazba za hru (bez sedmy). - Za každou desítku nad sto bodů se sazba přičítá znovu (příp. varianta zdvojnásobuje). - Lze hrát, jen pokud nikdo nehlásil sto. |

### Tichá sedma
Přebije-li některý hráč poslední štych trumfovou sedmou, kterou sám neohlásil, znamená to, že uhrál tichou sedmu. Je-li však takováto neohlášená sedma v posledním štychu někým přebita, zaplatí držitel sedmy cenu tiché sedmy protistraně.

### Tichá stovka
Uhraje-li některá z protistran neohlášenou – tichou stovku (nutně včetně nějaké hlášky), dostane zaplaceno dvojnásobek ceny právě hrané hry. A dále i za každou desítku nad sto dostane tuto cenu opakovaně.
Příklad hry
vylicitováno: závazek uhrát hru, při 20haléřové sazbě dohodnuté pro dané posezení.
oflekováno: na hru
FLEK - 0,40
RE - 0,80
TUTTI - 1,60
do vyúčtování tedy předepsáno: tichá 100 - 3,20 Kč (zdvojnásobení sazby)
odehráno: Obrana uhrává 120
vyúčtování: za uhraných tichých 120 - 3 × 3,20 Kč = 9,60 Kč
Na rozdíl od hlášené stovky není třeba pro její uhrání nejdříve započítávat pouze jednu hlášku, rozhodující je pouze výsledný celkový počet bodů.
Tichou stovku nelze prohrát (na rozdíl od tiché sedmy).

## Strategie
Neplatí pro betla a durcha. Převzato z .

### Vynášet
Hraješ-li hráč sám, pak:
- Dlouhou silnou barvu, abys vybíjel soupeřům trumfy. Neváhej začínat esem své dlouhé silné barvy.
- Není-li dlouhá silná barva, tak nes od barvy středně dlouhé. Je-li desítka, snaž se jí „osvobodit“. (pokud nemáš i eso) tím, že vynášíš vysoké karty a nutíš soupeře přebíjet esem.
- Neboj se trumfovat (nicméně uvaž podle situace; není na to přesné schéma)

Pokud hráč hraje „obranu“ (tj. se spoluhráčem), pak:
- nenos vysoké karty (od spodka výše) pod spoluhráče; neraň ho tím, že vyneseš např. krále; spoluhráč musí přebíjet např. desítkou a hráč hrající sám (předpokládejme č. 1) může zabít esem.

Toto pravidlo uplatňuj pouze tehdy, hraješ-li na pozici číslo 2. Naopak: hraješ-li na pozici číslo 3, (tj. vedoucí hráč sedí za tebou a ty na něj hraješ), pak je účelem podbíjet mu desítky, tedy snažit se se spoluhráčem číslo 2 získat co nejvíc.
- poslouchej „pokyny“ dané ti hrou tvého spoluhráče; tj. nes jím ukázanou barvu (např. při obraně sedmy), pokud se dostaneš na štych.

- nedávej ukvapeně za každou cenu „domů“ eso, neboť ti může uklouznout desítka hráče číslo 1, kterou vlastním přičiněním můžeš chytit. Esem zabíjej jen tehdy, má-li desítku dané barvy spoluhráč.

- desítku „uhraj“ domů ve většině případů. Výjimkou je situace, kdy bezpečně víme, že hráč číslo 1 má ještě jinou kartu téže barvy (např. zbylou figuru z dvacítky)

Zbylé možnosti výnosu (podle situace), jsou uvedeny též pod bodem 1.

### Mazat
Tzn. přihrát desítku či eso „domů“ spoluhráči, který „přebil“ (tehdy, nemůžeš-li sám ctít, ani přebíjet, ani „zabít“ trumfem).
- zásadně „maž“ desítku, je-li bez esa.

- máš-li eso i desítku téže barvy, pak maž dříve eso (Důležité pro informaci spoluhráče).

- máš-li jenom eso (a ne desítku té barvy), pak nemaž hned při první příležitosti, neboť by ti mohla uniknout desítka, má-li ji hráč číslo 1 (nevyjde vždy, třeba má desítku spoluhráč, ale zásadně se čeká).

- máš-li jak eso a desítku téže barvy (např. Č), tak i desítku bez esa druhé barvy (např. Ž), pak o tom co namažeš dříve (zda Č - E nebo Ž -10), rozhodne zpravidla délka (tj. počet karet) těchto barev ve vlastním listu; dříve mažeme od dlouhé barvy.

Výjimku tvoří samozřejmě „plonková“ desítka, kterou mažeme ihned při první příležitosti.
(Plonková desítka - „sólová“ desítka jedné barvy v listu. Je to vždy nejslabší článek hry. Výnosem soupeřova esa této barvy je vždy ztracena a nadto jsme my demaskováni.)

### Počítat prošlé trumfy
Podle své karty dopočítat do osmi nebo počítat šlé trumfy a potom dopočítat od svých. Důležite při hře "sedma".

## Varianty hry

### Volený mariáš
Hry se účastní tři nebo čtyři hráči. Jsou-li hráči pouze tři, jsou všichni přímo zapojeni do každé hry. Jsou-li hráči čtyři, v každé hře jeden tak zvaně pauzíruje, přičemž v další hře pauzíruje vždy ten, který byl v poslední hře volícím. Hráč, který vybral hru, se nazývá aktér a hraje sám proti dvojici obránců. Obránci při hře spolupracují, ale samozřejmě si nesmějí nahlížet do karet ani se jakkoliv domlouvat na sehrávce. Vyhraje-li hru aktér, přijímá platby od všech ostatních (včetně případného pauzírujícího hráče), naopak vyhraje-li obrana, platí aktér všem.
Po sejmutí se rozdává ve směru hodinových ručiček. Volícímu hráči 7 karet, zbylým dvěma po 5 a ve druhém kole všem po 5. Volící hráč vybere z prvních sedmi karet trumfy, tj. jednu kartu zvolené barvy odloží stranou lícem dolů. Může také vybrat náhodně ze zbylých pěti, tzv. z lidu, na kartu se podívá a odloží ji stranou. Na zbylých 5 karet se před výběrem trumfů nesmí podívat. Pokud se hráč rozhodne hrát betl nebo durch, může odloženou kartu vzít zpět mezi své karty.
Volící hráč ještě před začátkem hry odloží ze svých dvanácti karet dvě do talonu, který může měnit až do ohlášení hry. Do talonu se nesmí odložit bodovaná karta (tj. eso nebo desítka), i když existuje mnoho regionálních variant pravidel, které umožňují odložení desítky. Při hrách betl a durch se může do talonu odložit cokoliv.
Nejprve se volící hráč rozhodne, zda chce hrát normální hru (barvu), betla, či durcha, a oznámí to protihráčům. Ti buďto ohlášený způsob hry schválí („dobrý“, „barva dobrá“, „betl dobrej“), nebo mají možnost zvolit hru vyšší (v pořadí barva, betl, durch). V tom případě hlásí „barva špatná“ (popř. „betl špatnej“, při nahlášeném betlu a úmyslu hrát durch). Pokud po schvalování barvy někdo nahlásí betl, kdokoliv další stále může nahlásit durch. Při jakémkoliv nahlášení změny hry se hráč hlásící záměr hrát jinou hru (betl, durch) stává aktérem, bere si talon a odhazuje jiný talon, tak jak mu to vyhovuje, poté hlásí, jakou hru chce hrát. (Nahlášený durch se neschvaluje, je možné jej rovnou flekovat.)
Pokud se volící hráč ptá na barvu a oba ostatní hráči ji schválí slovy: „barva dobrá“ (nikdo nechce hrát ani betla ani durcha), ohlašuje volící hráč trumfovou barvu, tj. musí ukázat kartu, kterou odložil stranou, a pak ji vezme zpět mezi své karty. Hráč může také nahlásit další závazky jako stovka nebo sedma.
Po ohlášení hry může následovat flekování (případně v prvním kole flekování ohlášení závazků sedma nebo stovka „proti“, tzn. závazky obrany, které může aktér flekovat) a poté sehrávka. V prvním zdvihu vynáší vždy aktér (u barvy jím je vždy forhont, u betla či durcha ten hráč, který ho nahlásil). Na konci sehrávky se vyhodnotí výsledky, po vyplacení výher se rozdávajícím stane další hráč po směru hodinových ručiček a začne další hra.

### Licitovaný mariáš
Hry se účastní tři nebo čtyři hráči. Jsou-li hráči pouze tři, jsou všichni přímo zapojeni do každé hry. Jsou-li hráči čtyři, v každé hře jeden takzvaně pauzíruje, přičemž v další hře pauzíruje vždy ten, který byl v poslední hře volícím. Hráč, který vybral hru, se nazývá aktér a hraje sám proti dvojici obránců. Obránci při hře spolupracují, ale samozřejmě si nesmějí nahlížet do karet ani se jakkoliv domlouvat na sehrávce. Vyhraje-li hru aktér, přijímá platby od všech ostatních (včetně případného pauzírujícího hráče), naopak vyhraje-li obrana, platí aktér všem.
V licitovaném mariáši se rozdává všem hráčům nejprve po 5 kartách, poté se odloží lícem dolů 2 karty talonu a nakonec znovu všem po 5 kartách. Všichni hráči si mohou prohlédnout všech svých 10 karet.
Hráč po směru hodinových ručiček za rozdávajícím je určen jako forhont a má během licitace nejvyšší prioritu (přednost v případě rovnosti licitační úrovně). Hráči za forhontem mají postupně nižší prioritu a nabízejí forhontovi postupně své závazky. Není podstatné, kdo s nabídkou začne, ale pro přehlednost je zvykem začít od hráče s nejnižší prioritou, tj. zadák, poslední hráč v pořadí (rozdávající nebo snímající hráč v případě pauzírované varianty). Forhontovi nejprve zadák nabízí postupně stále vyšší závazky (může i přeskakovat). Dokud je forhont přesvědčen, že nabízenou hru nebo vyšší je sám schopen hrát, odpovídá „mám“. Tato licitace končí, pokud vyzyvatel nenabídne vyšší hru nebo forhont hru odmítne. Proti vítězi licitace licituje stejným způsobem další hráč, pro přehlednost vždy nabízí hráč s nejnižší prioritou závazek hráči s nejvyšší prioritou. Pokud z licitace odstoupil forhont, stačí dalšímu hráči držet stupeň nabízený posledním hráčem. Pokud licituje proti forhontovi, musí nabízet vyšší stupeň a forhontovi stačí nabídku držet. Vítěz kompletní licitace si vezme talon, odhodí 2 karty a ohlásí stejný nebo vyšší závazek, než byl vylicitován. Hraje pak proti zbylým dvěma hráčům. Poté následuje případné flekování a běžná sehrávka podobně, jako u voleného mariáše. Jedinou zvláštností je to, že kromě durchu a betla vynáší v prvním kole forhont i tehdy, když nevyhrál licitaci.
Závazky licitace jsou postupně:
Sedma, lepší sedma, sto, stosedm, lepší sto, lepší stosedm, betl, durch, dvě sedmy, dvě sedmy se stem, lepší dvě sedmy, lepší dvě sedmy se stem. Lepší hrou je určena jako trumfová barva červená.
Pokud nikdo nelicituje ani sedmu, karty se složí a nikdo nikomu nic neplatí. Pokud někdo vylicituje sedmu a nechce nebo nemůže ji hrát (a nechce hrát ani jakoukoliv vyšší hru), může zaplatit tzv. „omyl“ ve výši 6 platebních jednotek každému z hráčů (tj. jako flekovaná sedma a hra). Pokud někdo vylicituje lepší sedmu, karty nelze takto složit a aktér musí hrát lepší sedmu nebo jakoukoliv vyšší hru. Ohlášený závazek vyšší než (lepší) sedma nemusí odpovídat kartám aktéra. Každý hráč může flekovat a točit se na jakoukoliv kartu dle svého nejlepšího uvážení.

### Lízaný mariáš
Hraje se ve dvou hráčích. I tato hra má řadu hraných variant.
Rozdá se dvakrát čtyři karty (varianta jednou pět), nerozdaný zbytek tvoří talon. Pak se zvolí trumfy, v každém kole se 1 karta líže z talonu a 1 odhazuje. Líže první ten, kdo uhrál kolo (štych). Je povinnost dodržovat barvu a přebíjet. Lze hrát sedmu (nahlásit před rozebráním talonu) či stovku . Durch či betl se nehrají.
Je i varianta, že trumfy platí až po dobrání talonu. Rozdává se po pěti (příp. šesti) kartách. Po rozdání karet oběma hráčům se vezme ještě další karta a ta určí trumf a strčí se pod balík z kterého se líže, lícem navrch tak, aby byla vidět. Tuto kartu lze kdykoli vyměnit za sedmičku, pokud ji má jeden hráč v ruce. Klasicky se hraje na hlášky, čili pokud má někdo v ruce v určitý okamžik svršek + král, může dát hlášku.

### Křížový mariáš (tzv. „čtyřka“)
Hraje se ve čtyřech lidech, jimž se rozdává dvakrát po 4 kartách, není tedy žádný talon. Forhont si po prohlédnutí prvních čtyř zvolí kartu (např. eso, krále apod.), a tedy i hráče, s nímž bude spolupracovat proti dvojici obránců, a trumfovou barvu. V případě, že volaná karta mu přijde ve druhé čtveřici karet, hraje sám proti zbývajícím třem protihráčům. Na rozdíl od licitovaného či voleného mariáše je povinností protistrany flekovat hru, pokud trhá trumfovou hlášku. Hry se volí jako v jiných hrách s tím, že forhont zpravidla (minimálně než proběhne flekovací kolo) neví, s kým bude hrát.
V některých variantách čtyřky mohou být k dispozici další druhy závazků, jedná se o rozšíření závazku sedma na tzv. honery, což jsou závazky sedma, osma (předposlední štych přebiju osmou) a devítka (třetí štych od konce přebiju devítkou) v trumfové barvě. Tyto tři závazky lze různě kombinovat. Také je možno v některých variantách hrát durch se spoluhráčem.
Existuje také licitovaná varianta, kde se nejprve licituje, pak při ohlášení závazku se volá spoluhráč (výška trumfové karty).

### Varianta pro pět hráčů
Lze hrát pauzírovanou čtyřku nebo zvláštní variantu pro pět hráčů hranou na 6 štychů, někdy označovanou jako hvězdicový mariáš.

## Soutěžní mariáš
V roce 2006 oslavil výročí 20 let existence Český svaz mariáše (ČSM), jehož cílem je rozvíjení organizovaného soutěžení ve všech známých druzích této hry. Velkou popularitu si získala zejména soutěžní forma licitovaného mariáše, která vznikla právě pod hlavičkou ČSM. Podstatou soutěžního mariáše je kladení důrazu na pestrost hry a hraní her s vyšším stupněm rizika tím, že úspěšný hráč je kromě peněžního zisku odměněn též prémiovými body dle tabulky platné pro daný rok. Výsledek hráče je tak tvořen součtem vyhraných / prohraných peněz (ziskové body, ZB) a získaných prémiových bodů (PB). je vyhlašována s platností pro mariáš se základní sazbou 20 haléřů, pro jiné základní sazby se tedy peníze získané za body musejí adekvátně přepočítat (např. vynásobit sazbu za 1 PB pěti, hraje-li se mariáš korunový). Hraje-li se na prémiové body mimo turnaj, obvykle se hráči domluví na jejich proplácení. Ve dvacetihaléřovém mariáši je adekvátní sazbou 50 haléřů za 1 získaný PB.